# TSV Hartberg
El Turn- und Sportverein Hartberg es un club de fútbol austríaco de la ciudad de Hartberg. Fue fundado en 1946 y juega en la Bundesliga de Austria.

## Entrenadores
| - ¿? (1946–1994) - Gerald Gamperl (1 de julio de 1994 – 30 de junio de 1996) - Manfred Wirth (1 de julio de 1996 – 20 de abril de 1997) - Hermann Wagner (27 de abril de 1997 – 31 de diciembre de 1997) - Hans-Peter Schaller (1 de enero de 1998 – 30 de junio de 1999) - Stefan Dörner (1 de julio de 2000 – 25 de noviembre de 2004) - Norbert Barisits (1 de enero de 2005 – 16 de octubre de 2006) - Andrzej Lesiak (22 de octubre de 2006 – 31 de mayo de 2007) - Bruno Friesenbichler (1 de julio de 2007 – 30 de junio de 2011) - Kurt Garger (1 de julio de 2011 – 31 de marzo de 2012) - Walter Hörmann (1 de abril de 2012 – 10 de junio de 2012) | - Andreas Moriggl (11 de junio de 2012 – 15 de octubre de 2012) - Paul Gludovatz (15 de octubre de 2012 – 17 de mayo de 2013) - Werner Ofner (interino) (17 de mayo de 2013 – 31 de mayo de 2013) - Bruno Friesenbichler (1 de julio de 2013 – 19 de junio de 2014) - Ivo Ištuk (19 de junio de 2014 – 17 de julio de 2014) - Bruno Friesenbichler (17 de julio de 2014 – 4 de junio de 2015) - Christian Ilzer (5 de junio de 2015 – 25 de noviembre de 2015) - Uwe Hölzl (12 de diciembre de 2015 – 16 de junio de 2016) - Philipp Semlic/Uwe Hölzl (16 de junio de 2016 – 30 de junio de 2017) - Christian Ilzer (1 de julio de 2017 – junio de 2018) - Markus Schopp (1 de julio de 2018 - 30 de junio de 2021) |

## Participación en competiciones de la UEFA
| Temporada | Torneo      | Ronda         | Club          | Casa | Visita | Global |
| --------- | ----------- | ------------- | ------------- | ---- | ------ | ------ |
| 2020-21   | Liga Europa | Segunda ronda | Piast Gliwice | –    | 2–3    | 2–3    |